# Рикорди, Джулио
Джулио Рикорди (итал. Giulio Ricordi; 19 декабря 1840, Милан — 6 июня 1912, Милан) — итальянский редактор и музыкант, который в 1863 году присоединился к семейной фирме — музыкальному издательству Casa Ricordi, возглавляемому его отцом Тито и основанному его дедом Джованни Рикорди. После смерти отца (в 1888 году) Джулио стал главой компании и занимал этот пост до конца жизни.
Под псевдонимом Жюль Бургмейн, Рикорди также редактировал периодические издания (La gazzetta musicale, Musica e musicisti и Ars et labour). К 1902 году каталог изданий фирмы «Рикорди» достиг 100 000 названий, среди которых были и такие капитальные труды, как 7-томное «Музыкальное искусство в Италии» (L’arte musicale in Italia).
Рикорди известен как издатель поздних опер Джузеппе Верди, с которым был знаком с самой юности. В 1880-е и 1890-е годы он регулярно приглашал пожилого классика на свою виллу в Грианте (на берегу озера Комо) и убеждал его вернуться к творческой деятельности. В итоге Верди сдался под его напором и подарил миру ещё два шедевра: «Отелло» (1887) и «Фальстафа» (1893).
Рикорди известен также как меценат, оказывавший спонсорскую поддержку композиторам на заре их карьеры: Амилькаре Понкьелли, Альфредо Каталани, Карлусу Гомесу, Умберто Джордано, Джакомо Пуччини. Для последнего он стал непререкаемым авторитетом, которого Пуччини несколько побаивался, но которому всецело доверял. По заказу Рикорди он написал вторую свою оперу — «Эдгар».